# Меттіс Гетта
Меттіс Гетта (норв. Mattis Hætta; нар. 15 березня 1959, Масі, Норвегія — 9 листопада 2022) — норвезький саамський співак і артист звукозапису.

## Життєпис
У 1980 році він разом зі Сверре Х'єльсбергом виграв у 1980 році Мелоді Ґран-прі з виступом Sámiid Ædnan і продовжував представляти Норвегію на Євробаченні 1980 року.
Працював у пантомімі та йойках в Альта, Кеутокейно та Лулео.

## Дискографія
- Sámiid ædnan / Detsikavise (MAI EP, 1980)
- Låla (MAI LP, 1981)